# Drawing Restraint 9 (album)
| Recensione           | Giudizio |
| -------------------- | -------- |
| Metacritic           | 67/100   |
| Allmusic             | [ 3 ]    |
| Entertainment Weekly | B        |
| The Guardian         | [ 5 ]    |
| Pitchfork            | 7/10     |
| Rolling Stone        | [ 7 ]    |
| Spin                 | [ 8 ]    |
| Ondarock             | 6,5/10   |

Drawing Restraint 9 (titolo completo: The Music from Matthew Barney's Drawing Restraint 9) è un album di Björk, pubblicato il 25 luglio 2005 nel Regno Unito e il 23 agosto 2005 negli Stati Uniti d'America.
Si tratta del secondo album di colonne sonore della discografia di Björk (dopo SelmaSongs, pubblicato nel 2000) ed è stato composto come colonna sonora per Drawing Restraint 9, film sperimentale ambientato in Giappone del regista Matthew Barney (all'epoca compagno della cantautrice islandese).
L'album è stato ripubblicato nel 2006 in formato DualDisc, includendo nuovi mix audio surround DTS 96/24 a 5.1 canali sul lato DVD e la traccia extra Petrolatum. Inoltre la versione DualDisc era parte integrante del box set Surrounded.

## Produzione
Per comporre la colonna sonora, Björk si recò in Giappone per studiare l'antica musica giapponese. La maggior parte dei brani è stata realizzata con il suono caratteristico dello shō, uno strumento musicale giapponese composto da 17 canne di bambù di lunghezza diversa e suonato da Mayumi Miyata (la quale appare anche nel film).
Il brano Holographic Entrypoint, oltre a costituire il pezzo di maggior durata dell'album (essendo di 9 minuti e 57 secondi), presenta una scena di teatro Nō ed una performance vocale di Shiro Nomura, la quale completa una scena culminante del film.
Il cantante folk alternativo Will Oldham (noto anche come Bonnie "Prince" Billy) è presente nella prima traccia dell'album, Gratitude, in cui egli canta una lettera di un pescatore giapponese al generale Douglas MacArthur su una melodia di Matthew Barney.
Per la creazione del brano Storm (che nel 2012 venne incluso nella colonna sonora del videogioco Spec Ops: The Line), Björk recuperò il brano Nameless dal suo Greatest Hits Tour del 2003 e, con l'aiuto della produttrice musicale Leila Arab, lo modificò riproducendolo in loop.
La voce di Björk è presente solo nei brani Bath, Storm e Cetacea.
I brani Gratitude, Shimenawa e Cetacea vedono la partecipazione dell'arpista Zeena Parkins, che in precedenza aveva collaborato con Björk al suo album Vespertine del 2001.
I brani Ambergris March, Hunter Vessel, Shimenawa, Vessel Shimenawa e Antarctic Return sono completamente strumentali. 
Hunter Vessel è stato successivamente campionato nell'album del 2007 Volta per i brani Vertebræ by Vertebræ e Declare Independence.

## Tracce
1. Gratitude – 4:59 (Björk, Matthew Barney)
2. Pearl – 3:43 (Björk)
3. Ambergris March – 3:57 (Björk)
4. Bath – 5:07 (Björk, Akira Rabelais)
5. Hunter Vessel – 6:36 (Björk)
6. Shimenawa – 2:48 (Björk)
7. Vessel Shimenawa – 1:54 (Björk)
8. Storm – 5:32 (Björk, Leila)
9. Holographic Entrypoint – 9:57 (Matthew Barney)
10. Cetacea – 3:13 (Björk, Matthew Barney)
11. Antarctic Return – 4:18 (Björk)

## Classifiche
| Paese                      | Posizione più alta |
| -------------------------- | ------------------ |
| Belgio (Ultratop Vallonia) | 51                 |
| Francia (SNEP)             | 67                 |
| Italia (FIMI)              | 39                 |
| Spagna (PROMUSICAE)        | 74                 |
| Regno Unito (OCC)          | 141                |